# غارو: القمر القرمزي
غارو: القمر القرمزي (باليابانية: 牙狼〈GARO〉-紅蓮ノ月-، بالروماجي: GARO -Guren no Tsuki-) هو مسلسل أنمي ياباني تلفزيوني، من إنتاج استوديو مابا، وهو الموسم الثاني لأنمي غارو: ختم اللهب، عرض الأنمي في 9 أكتوبر عام 2015 حتى 1 أبريل عام 2016، وتكون من 23 حلقة + 1 أوفا. 

## القصة
يقع فندق القمر القرمزي في اليابان خلال فترة هييآن، ويضم هذا الأنمي نسخًا خيالية للعديد من الشخصيات التاريخية اليابانية. بطل هذا الأنمي هو شابًا يابانيًا يدعى رايكو، ولا يمكنه استدعاء درع غارو بشكل صحيح، وبدلاً من ذلك يعتمد على رفيقته، وهي عالمة كيمياء من ماكاي تدعى سيمي، يسمح له سحر ماكاي بأن يصبح غارو لمحاربة الهورور التي تغزو هيان-كيو. يرافقهم صبي صغير يدعى كينتوكي ويريد أن يسير على خطى رايكو.

## الشخصيات

### الشخصيات الرئيسية
رايكو (باليابانية: 雷吼، بالروماجي: Raikō)
مؤدي الصوت: ماساي ناكاياما
ميغومي هان (أيام الطفولة)
كينتوكي (باليابانية: 金時، بالروماجي: Kintoki)
مؤدية الصوت: أكيكو ياجيما
سيمي (باليابانية: 星明، بالروماجي: Seimei)
مؤدية الصوت: رومي باكو
مادوكا آيبا (أيام الطفولة)
فوجيوارا نو ياسوسوكي (باليابانية: 藤原 保輔، بالروماجي: Fujiwara no Yasusuke)
مؤدي الصوت: دايسكي ناميكاوا
غوروبا (باليابانية: ゴルバ، بالروماجي: Goruba)
مؤدي الصوت: تشو
فوجيوارا نو ميتشيناغا (باليابانية: 藤原 道長، بالروماجي: Fujiwara Michinaga )
مؤدي الصوت: كينيو هوريوتشي
إيناري (باليابانية: 稲荷・三狐神، بالروماجي: Inari sankojin)
مؤدية الصوت: مايو أودونو
إيريكو ساتو
ساياكا ساساكي

### شخصيات أخرى
شيجو كينتو (باليابانية: 四条公任، بالروماجي: Shijō Kintō)
مؤدي الصوت: نوزومو ساساكي
كامو نو ياسونوري (باليابانية: 賀茂 保憲، بالروماجي: Kamo Yasunori)
مؤدي الصوت: ماساو كومايا
آبي نو هارواكي (باليابانية: 安武 晴明، بالروماجي: Abe Haruaki)
مؤدي الصوت:هيديتاكا تينجين
فوجيوارا نو ياسوماسا (باليابانية: 藤原 保昌، بالروماجي:  Fujiwara Yasumasa)
مؤدي الصوت: تاكانوري هوشينو
ميناموتو نو يورينوبو (باليابانية: 源 頼信، بالروماجي: Minamoto Yorinobu)
مؤدي الصوت: كاتسوهيتو نامورا
إيزومي شيكيبو (باليابانية: 和泉式部، بالروماجي: Izumi Shikibu)
مؤدية الصوت:نوريكو هيداكا
تادا نو شينباتشي (باليابانية: 多田新発意، بالروماجي: Tada Shinbachi)
مؤدي الصوت: شينباتي تسوجي
كاغويا (باليابانية: 赫夜، بالروماجي:  Kaguya)
مؤدية الصوت:أياكا أوهاشي
تاتشيبانا ماساموني (باليابانية: 橘 正宗، بالروماجي: Tachibana Masamune)
مؤدي الصوت: كوسوكي غوتو
سويتسوموهانا (باليابانية: 末摘花، بالروماجي: Suetsumuhana)
مؤدية الصوت: كيميكو سايتو

## وصلات خارجية
- الموقع الرسمي (باليابانية)
- غارو: القمر القرمزي عند تلفزيون طوكيو